# Thế vận hội Mùa đông 1952
Thế vận hội Mùa đông 1952, tên chính thức Thế vận hội Mùa đông thứ VI, là một sự kiện thể thao quốc tế tổ chức năm 1952 ở Oslo, Na Uy. Đây là lần đầu tiên Na Uy đăng cai sự kiện này và cũng là lần đầu tiên được tổ chức tại một quốc gia thuộc Bắc Âu.

## Các quốc gia tham dự
Có 30 quốc gia tham dự ở Oslo, tăng 8 đoàn tham dự so với Thế vận hội Mùa đông 1948. New Zealand và Bồ Đào Nha lần đầu tiên tham dự Thế vận hội Mùa đông. Úc, Đức và Nhật Bản trở lại sau 16 năm vắng bóng. Hàn Quốc, Liechtenstein và Thổ Nhĩ Kỳ không tham dự năm 1952, dù có tham dự năm 1948.
- Argentina (ARG)
- Úc (AUS)
- Áo (AUT)
- Bỉ (BEL)
- Bulgaria (BUL)
- Canada (CAN)
- Chile (CHI)
- Tiệp Khắc (TCH)
- Đan Mạch (DEN)
- Phần Lan (FIN)
- Pháp (FRA)
- Đức (GER)
- Anh Quốc (GBR)
- Hy Lạp (GRE)
- Hungary (HUN)
- Iceland (ISL)
- Ý (ITA)
- Nhật Bản (JPN)
- Liban (LIB)
- Hà Lan (NED)
- New Zealand (NZL)
- Na Uy (NOR)
- Ba Lan (POL)
- Bồ Đào Nha (POR)
- România (ROU)
- Tây Ban Nha (ESP)
- Thụy Điển (SWE)
- Thụy Sĩ (SUI)
- Hoa Kỳ (USA)
- Nam Tư (YUG)

## Bảng tổng sắp huy chương
| 1  | Na Uy (NOR) (chủ nhà) | 7 | 3 | 6 | 16 |
| 2  | Hoa Kỳ (USA)          | 4 | 6 | 1 | 11 |
| 3  | Phần Lan (FIN)        | 3 | 4 | 2 | 9  |
| 4  | Đức (GER)             | 3 | 2 | 2 | 7  |
| 5  | Áo (AUT)              | 2 | 4 | 2 | 8  |
| 6  | Canada (CAN)          | 1 | 0 | 1 | 2  |
| 6  | Ý (ITA)               | 1 | 0 | 1 | 2  |
| 8  | Anh Quốc (GBR)        | 1 | 0 | 0 | 1  |
| 9  | Hà Lan (NED)          | 0 | 3 | 0 | 3  |
| 10 | Thụy Điển (SWE)       | 0 | 0 | 4 | 4  |